# Свято-Алексеевская церковь (Дубоссарский район)
Свято-Алексиевская церковь — церковь, расположенная в селе Похребя, Дубоссарского района Молдавии. Село расположено в 37 км от Кишинёва, на левом берегу Днестра.

## История и описание
Церковь построена в русско-византийском стиле в период нахождения Молдавии (Бессарабской губернии) в составе Российской империи. Автором проекта церкви выступил архитектор Александр Самсонович Тодоров. Строительство храма было закончено в 1912 году. Среди местного населения популярностью пользуется легенда, которая связывает строительство храма с Григорией Распутиным и цесаревичем Алексеем.
Церковь действовала вплоть до 1944 года. В ходе Ясско-Кишинёвской операции, в храме был размещен советский наблюдательный пункт, что обрекло его на уничтожение немецкой артиллерией.
Храм сильно пострадал от боевых действий (на его стенах до сих пор заметны следы от пуль и снарядов), и в дальнейшем не восстанавливался. На сегодняшний день день представляет собой руины, законсервирован, нуждается в дальнейшей реставрации.

## Галерея

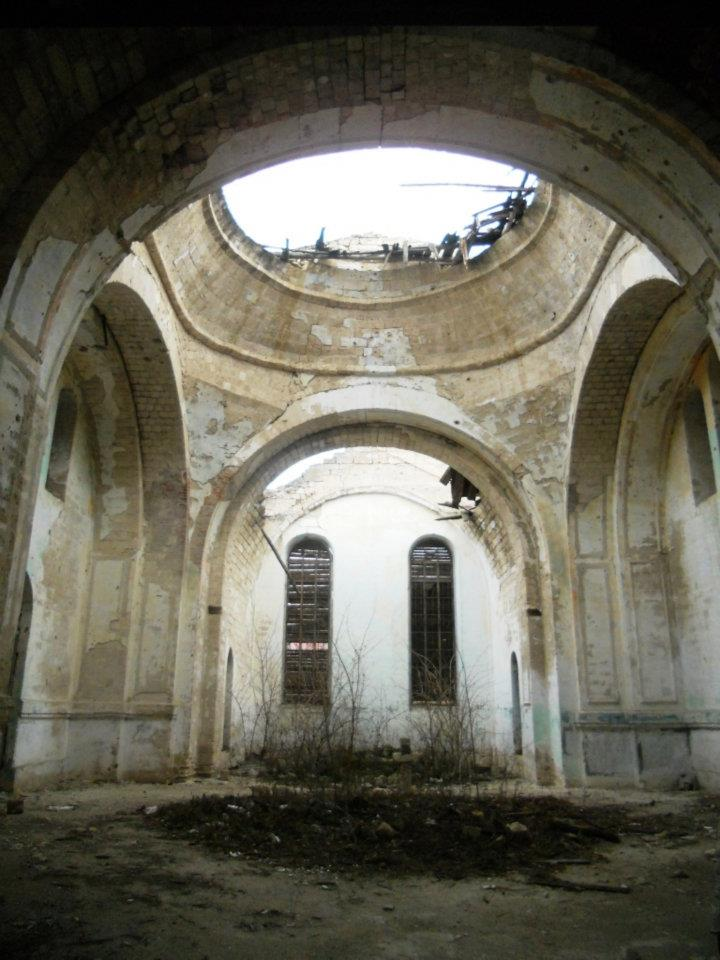
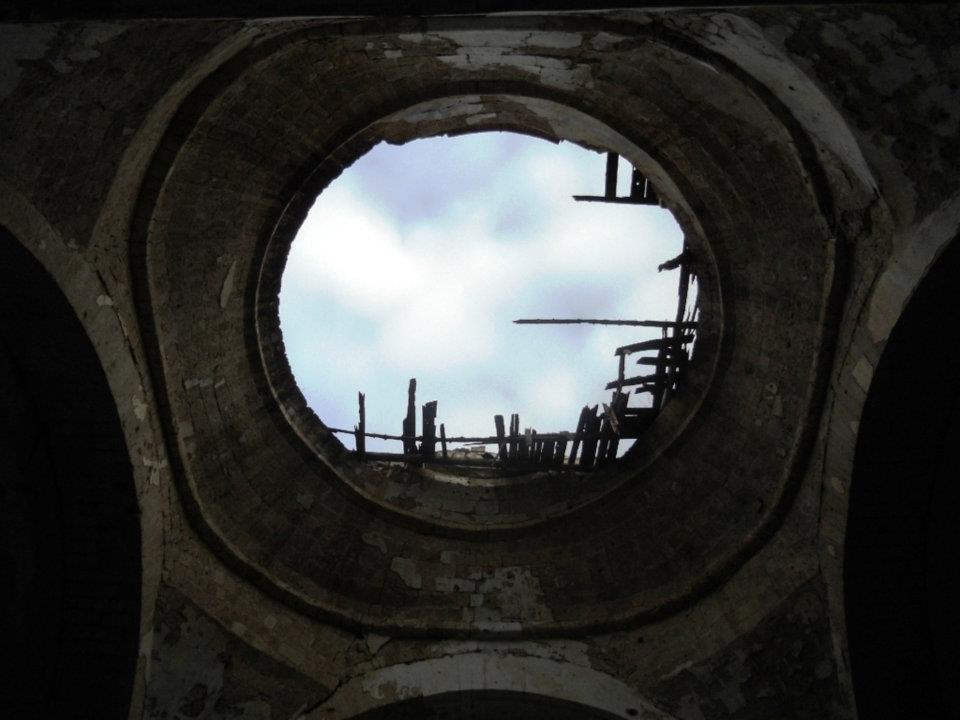
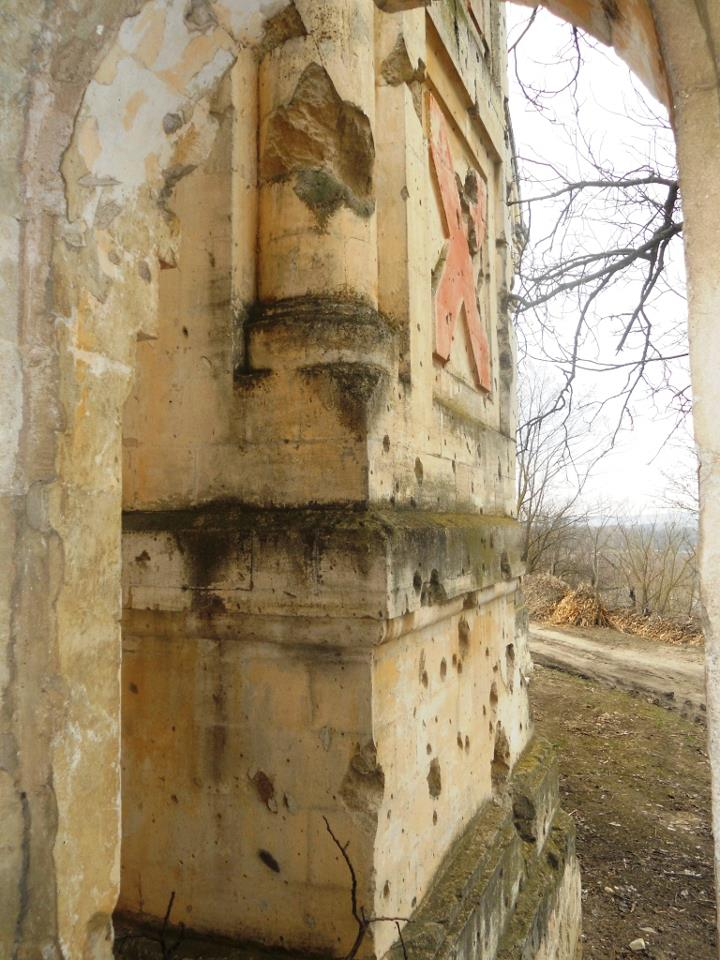